# البازار النووي
البازار النووي، كتاب من تأليف الكاتب والصحفي الأمريكي ويليام لانغويش، صدر عام 2007.

## الموضوع
والكتاب عبارة عن دراسة استقصائية، أو تحقيق صحفي مستفيض معمق، يتناول قضية انتشار الأسلحة النووية، مركزا على ما يعتبره انتقال تكنولوجيا تلك الأسلحة من أيدي الدول المتقدمة الغنية إلى أيدي الدول المتخلفة الفقيرة.

### عبد القدير خان أحد تجار النووي
يناقش احتمالات نجاح الأفراد أو الدول في الحصول على التكنولوجيا النووية. ويركز على حصول العالم الباكستاني عبد القدير خان، وسرقته تصميمات من هولندا لاستخدامها في إنتاج اليورانيوم عالي التخصيب اللازم لصنع السلاح النووي. ويتهمه الكتاب بنشر التكنولوجيا والمعدات النووية وبيعها في «البازار النووي»، بالتعاون من حكام دولة باكستان.

### إسرائيل والقوة النووية
لا يتطرق الكتاب لدولة إسرائيل والترسانة النووية التي تمتلكها، ربما كان ذلك بسبب ميوله السياسية الغربية.